# Tünschütz
Tünschütz ist ein Ortsteil von Dothen, einem Ortsteil von Schkölen im Saale-Holzland-Kreis in Thüringen.

## Geografie und Geologie
Das slawische Rundlingsdorf Thünschütz liegt in der kupierten Dotheneer Mulde. Durch den Weiler führt die Ortsverbindungsstraße nach Gösen und mit Abzweig über Petersberg nach Eisenberg mit Anschluss an die Bundesautobahn 9. Größere Anhöhen, Erosionsrinnen und Bachläufe sind mit Gehölz und Bäumen begrünt. Durch die günstigere Grundwasserführung sind die Böden genauso gut wie auf der Ackerebene.

## Geschichte
Obwohl viel älter, wurde die Ansiedlung erst am 19. Oktober 1323 urkundlich ersterwähnt.
Es ist anzunehmen, dass die Mönche aus dem damaligen Kloster Petersberg aus dem Nachbarort das Land mit kultiviert haben.
Tünschütz gehörte zum wettinischen Kreisamt Eisenberg, welches aufgrund mehrerer Teilungen im Lauf seines Bestehens unter der Hoheit verschiedener Ernestinischer Herzogtümer stand. 1826 kam der Ort mit dem Südteil des Kreisamts Eisenberg und der Stadt Eisenberg vom Herzogtum Sachsen-Gotha-Altenburg zum Herzogtum Sachsen-Altenburg. Ab 1920 gehörte er zum Freistaat Thüringen.
Man nennt den Ort im Volksmund „Hasendorf“. Es gab vielleicht viele Hasen oder Hasenfüße.
In den Zeiten der DDR gab es im Dorf eine Silberfuchsfarm, die nicht mehr existiert.
Die St.-Wendelin-Kirche besitzt im Altarraum drei eingebaute kunstvolle Glasfenster.